# Albret Magdolna navarrai királyi hercegnő
Albret Magdolna (Pamplona/Olite, 1494. március 29. – Medina del Campo, 1504 május), franciául: Madeleine d'Albret de Navarre, spanyolul: Magdalena de Albret de Navarra, baszkul: Maddalen Labritekoa/Albretekoa/Nafarroakoa, okcitánul: Magdalena de Labrit, infanta de Navarra, katalánul: Magdalena Albret de Navarra, latinul: Magdalena Albretanae/Navarrae, navarrai királyi hercegnő (infánsnő), a navarrai korona várományosa (második a trónöröklési sorban). Ifjabb Albret Izabella nővére, III. Johanna navarrai királynő nagynénje és IV. Henrik francia király nagynagynénje, valamint idősebb Albret Izabella candale-i grófné, Cesare Borgia és Candale-i Anna magyar királyné unokahúga. Az Albret-ház tagja. Nevét az anyai nagyanyja, Valois Magdolna, Navarra régensnője és legfőbb úrnője után kapta, aki a keresztanyja is lett.

## Élete
1494. március 29-én szombaton született Pamplonában, de más forrás szerint Olitében. A szülés az anyja számára nehéz volt.
III. (Albret) János navarrai király iure uxoris (a felesége jogán) és I. (Foix) Katalin navarrai királynő suo iure (a saját jogán) másodszülött gyermeke és a korona várományosa, azaz a második a trónöröklési sorban, valamint II. Henrik navarrai király nővére. Édesanyja már hat hónapos terhes volt Magdolnával, mikor a férjével együtt megkoronázták őket 1494. január 12-én a pamplonai Szűz Mária Székesegyházban. Magdolna volt a navarrai királyi pár másodszülöttje, de az első olyan gyermeke, aki már a Navarrai Királyság fővárosában, Pamplonában láthatta meg a napvilágot, hiszen ez idáig a 10 évig tartó polgárháborúban nem tehették be a lábukat a királyság székhelyére egészen 1493 végéig. Magdolnát két nappal később, március 31-én hétfőn keresztelték meg a pamplonai koronázó katedrálisban, a Szűz Mária Székesegyházban, ahol a szüleit két és fél hónappal korábban megkoronázták. Katalin királynő itineráriuma (tartózkodási helyeit összefoglaló mű) szerint azonban az uralkodónő csak 1494. február 3-áig volt Pamplonában, és a lánya szülésekor már Olitében tartózkodott. Keresztszülei a nagyszülei voltak. Keresztanyja az anyai nagyanyja, Valois Magdolna, Navarra régensnője és legfőbb úrnője, aki után a nevét is kapta a kétnapos újszülött. Keresztapja pedig az apai nagyapja, I. Alain, Albret ura volt.
Már egyéves korában a politikai csatározások középpontjába került, hiszen az 1495. március 4-én megkötött és március 26-án ratifikált pamplonai szerződés értelmében a katolikus királyi pár, I. Izabella kasztíliai királynő és II. Ferdinánd aragóniai király udvarába küldték túsznak. A kasztíliai királyi udvarban, Medina del Campó-ban a családjától elszakadva hunyt el tízévesen 1504 májusában, hat hónappal Katolikus Izabella királynő halála előtt.